# Esclavitud a Espanya

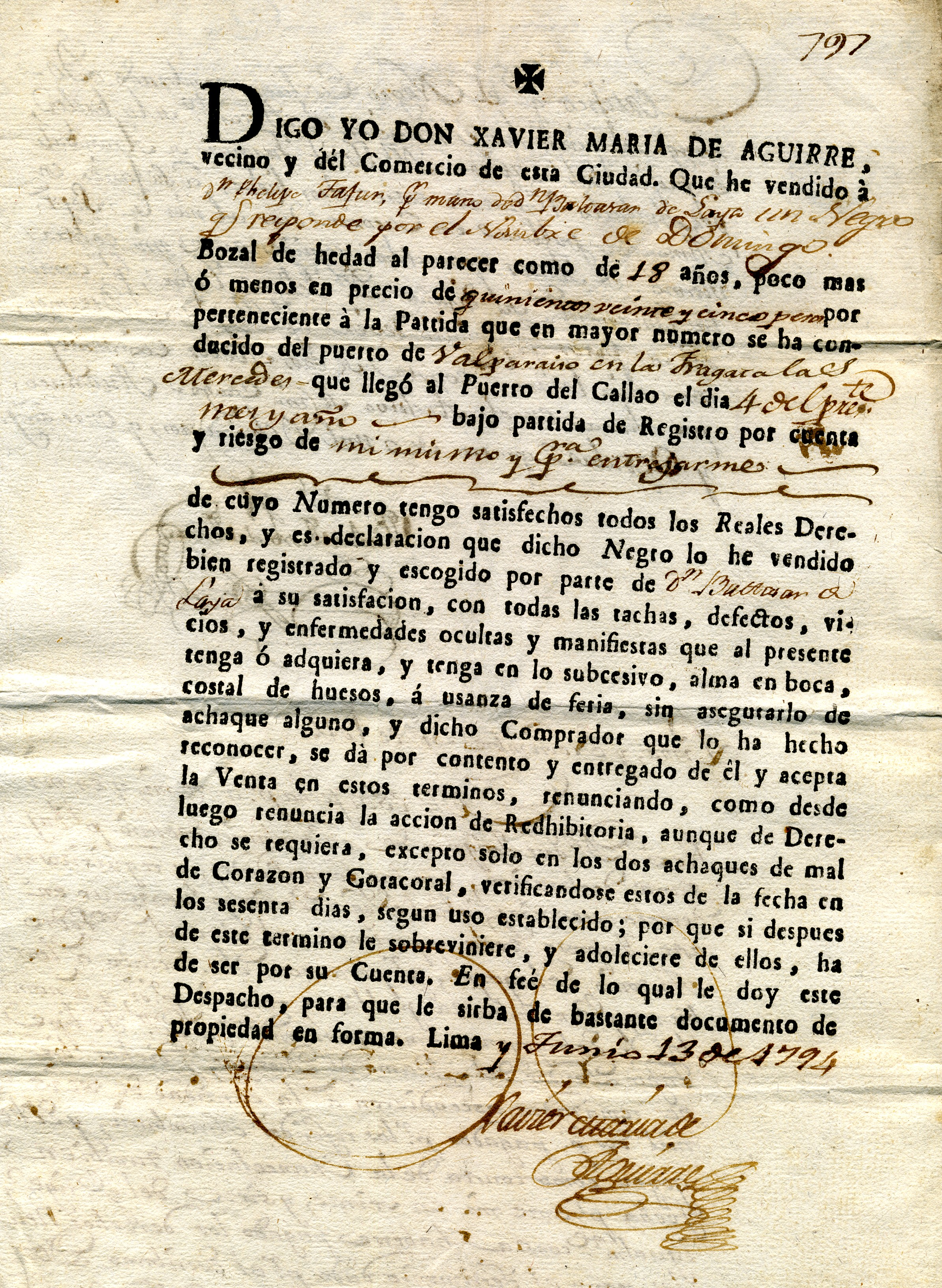
Contracte d'esclavitud al Perú

L'esclavitud a Espanya va ser una pràctica habitual dels diferents regnes de la península Ibèrica durant l'edat mitjana, que es va estendre a l'edat moderna a les possessions espanyoles a Amèrica. L'esclavitud va ser abolida al territori peninsular el 1837, però va continuar a les colònies espanyoles fins a finals del segle xix, a Puerto Rico fins al 1873 i a Cuba fins al 1880.

## L'esclavitud en la monarquia hispànica
Des de mitjans del segle xv, van començar a arribar als ports de la Baixa Andalusia vaixells carregats d'esclaus, principalment de dues procedències: aborígens de les Illes Canàries, a mesura que anaven sent conquerides per Castella; i africans de pell negra capturats o comprats pels portuguesos a Guinea. La demanda més gran d'esclaus era per al treball domèstic: així, dos de cada tres eren dones.
Segons Antonio Domínguez Ortiz i Bernard Vincent, «la esclavitud era un fenómeno frecuente en la España Moderna, si bien limitado en su extensión geográfica, pues sólo en el sur, en la Corte y en algún otro punto aislado como Valencia llegó a tener gran densidad.» La immensa majoria dels esclaus eren negres africans i musulmans del nord d'Àfrica, però també mudèjars i moriscos esclavitzats arran de la Guerra de Granada i les diverses rebel·lions morisques del segle xvi, especialment la de les Alpujarras. El nombre d'aquests últims es va incrementar quan un nombre indeterminat (segurament no gaire elevat) se'n va lliurar voluntàriament com a esclaus per evitar l'expulsió decretada per Felip III el 1609.
Molts esclaus gaudien de llibertat de moviments perquè els amos es desentenien de la seva custòdia i manutenció; treballaven com a assalariats lliures, i l'amo en rebia una part dels ingressos. Així, alguns d'ells van aconseguir pagar-se la manumissió, convertint-se en lliberts, que rebien el nom de moros cortados. Aquests constituïen un «proletariado miserable, inquieto y mal vigilado, de lo que más de una vez protestaron las Cortes,» segons Domínguez Ortiz i Bernard Vincent. El procurador de la ciutat de Granada a les corts de Castella reunides el 1626 va declarar:
| « | 'dijo que eran muy grandes los inconvenientes de permitirse en Andalucía tanto número de moros y moras, y de ellos bautizados, que todos ellos eran cortados, y pagan jornales [a sus dueños, se entiende] los cuales sirven los oficios menores de la república, pasan el trigo, vino, sillas de mano, traen la palanca [o sea, que eran palanquines, o mozos de cordel] y venden muchas menudencias, que todo es de poco trabajo y mucho aprovechamiento y ninguno acude a las labores del campo ni cría de ganados, para lo cual hay notable falta de gente, y esto les es de gran ganancia que en dos años queda horro [libre] el que ha costado 200 ducados y dejan un resto a fin de no ser expelidos como manda la ley'. | » |

Els moros cortados van seguir vivint a Andalusia fins a la seva expulsió al nord d'Àfrica decretada per Felip V d'Espanya el 1712.
A partir del segle xvii, la importació d'esclaus a Andalusia es va tornar escassa i va predominar l'esclavitud «de ventre,» és a dir, fills d'esclaves que eren esclaus des del naixement pel fet de ser-ho les seves mares.

## L'esclavitud en l'imperi de les Índies
Ja en les civilitzacions antigues existia un comerç de mà d'obra esclava que es pot constatar des de l'antiga Mesopotàmia, Roma o els imperis asteca i inca.
A Espanya, el seu ús va ser «justificat» per la necessitat d'explotar els recursos del continent americà i asiàtic a baix cost, cosa que va engrandir el patrimoni de la metròpoli a costa del sofriment dels indígenes.

### La catàstrofe demogràfica americana

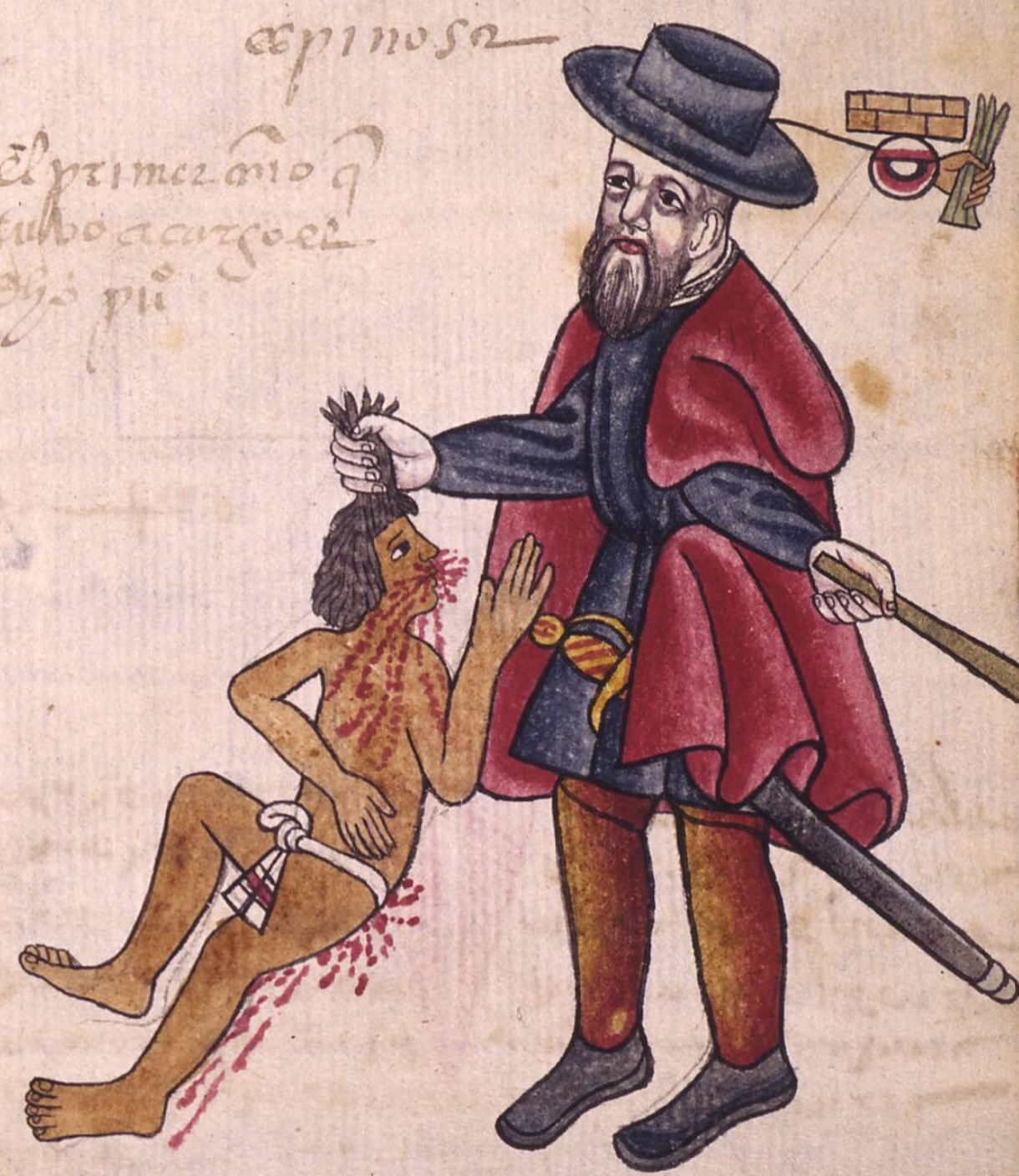
Còdex Kingsborough: colon abusant d'un indi

L'arribada dels espanyols a Amèrica després del 1492 i la seva consegüent colonització espanyola d'Amèrica va provocar una reducció significativa de la població d'aquest continent, entre altres raons per la introducció de malalties desconegudes per als indígenes i el tracte dispensat pels colonitzadors, que alguns autors fins i tot l'anomenen com a genocidi, que fou de major magnitud als primers 130 anys de colonització.

### Els esclaus de procedència africana

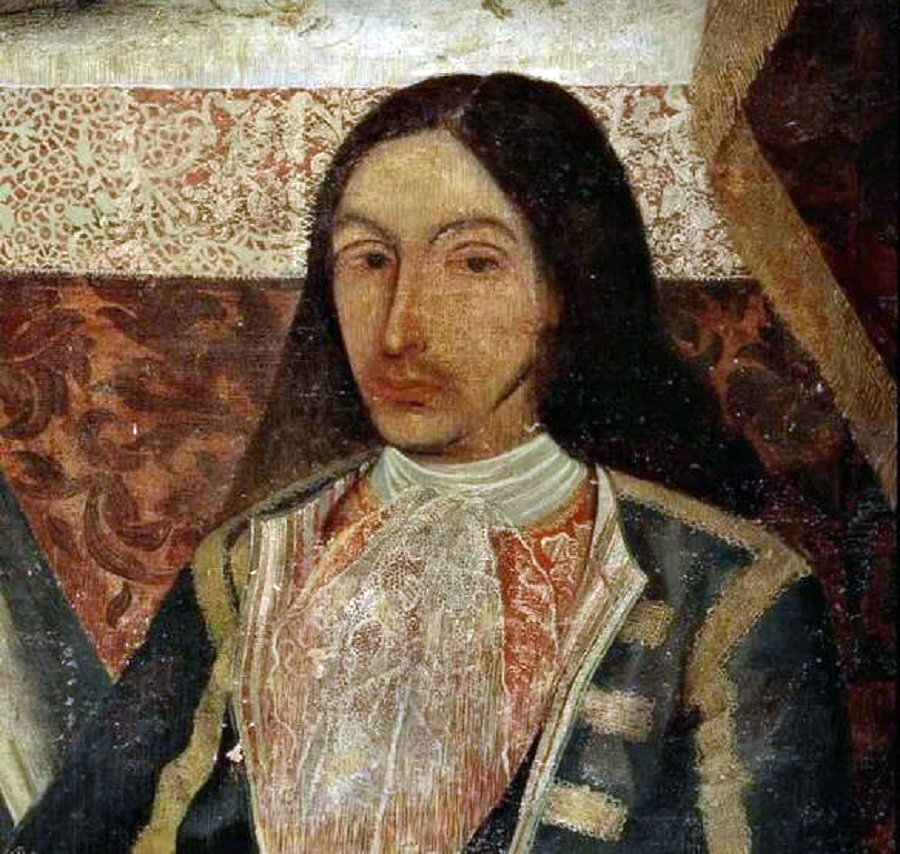
L'espanyol Amaro Pargo que va ser un dels corsaris més famosos de l'edat d'or de la pirateria, va participar en el comerç d'esclaus africans a l'Amèrica Hispana

El 1487, quan el rei Ferran el Catòlic va conquistar Màlaga, al sud de la península Ibèrica, va esclavitzar tota la població com a càstig excepcional per les especials circumstàncies d'aquella conquesta. Va enviar una tercera part a l'Àfrica per bescanviar-los per presoners cristians, un altre terç (més de 4.000) va ser venut per la corona per ajudar a sufragar el cost de la guerra, i el terç restant es va distribuir per la cristiandat com a regals: un centenar en va ser lliurat al papa Inocenci VIII, que va distribuir la seva part entre els sacerdots.
El 22 de gener de 1510, el mateix rei autoritzà el transport de cinquanta esclaus negres, “los mejores y los más fuertes disponibles”, per treballar a les mines de l'Espanyola, fet que va significar el primer enviament d'esclaus per a l'explotació de les mines d'or de l'actual Santo Domingo.
No obstant això, d'entre les potències colonitzadores, Espanya va ser possiblement la menys esclavista, a conseqüència de la signatura del tractat de Tordesillas el 1494, que impedia el transport d'esclaus des d'Àfrica, entre d'altres. Tractats posteriors, com per exemple el signat el 1713 amb Anglaterra cedien la totalitat del comerç d'esclaus d'ètnia negra a altres potències. Com a conseqüència directa d'aquesta política, a les regions colonitzades per Espanya amb prou feines van existir negres (cas de Mèxic, Equador, Perú, Bolívia, Xile, Argentina, Uruguai i Paraguai), a diferència del que va succeir a les colònies de l'Imperi Portuguès (Brasil), de l'Imperi neerlandès (Guaianes i fort comerç a les Antilles i altres àrees del Carib), del francès (sud-est dels EUA), i les angleses (est dels EUA, Jamaica i Belize). Gran part de la població d'ètnia negra avui dia assentada en països com Colòmbia, Veneçuela i d'altres de Centreamèrica, així com la de la regió d'Ica a Perú, procedeix de moviments esdevinguts als primers anys postcolonials, sota la sobirania de les noves repúbliques independents, o bé dels enfonsaments de vaixells esclavistes com va succeir a província d'Esmeraldas. Precisament, els moviments independentistes contra la corona espanyola en grans àrees de Llatinoamèrica van començar amb les queixes de grans hisendats que no podien competir comercialment amb els hisendats de territoris que no formaven part de la colònia espanyola, ja que aquests últims sí que disposaven d'abundant mà d'obra forta i barata esclava.
El corsari i comerciant espanyol Amaro Pargo (1678-1747) va arribar a realitzar el transport d'esclaus al Carib, si bé s'estima, en menor mesura que altres capitans i personatges de l'època dedicats a aquesta activitat. El 1710, el corsari es va veure embolicat en una denúncia per part del prevere Alonso García Ximénez, el qual l'acusava d'alliberar un esclau africà anomenat Sebastián, que era transportat fins a Veneçuela en un dels vaixells d'Amaro. El citat Alonso García atorga un poder el 18 de juliol de 1715 a Teodoro Garcés de Salazar perquè li reclamés a Caracas la seva devolució. Tot i aquest fet, el mateix Amaro Pargo va posseir també esclaus en el seu servei domèstic.

### El sistema de comanadoria

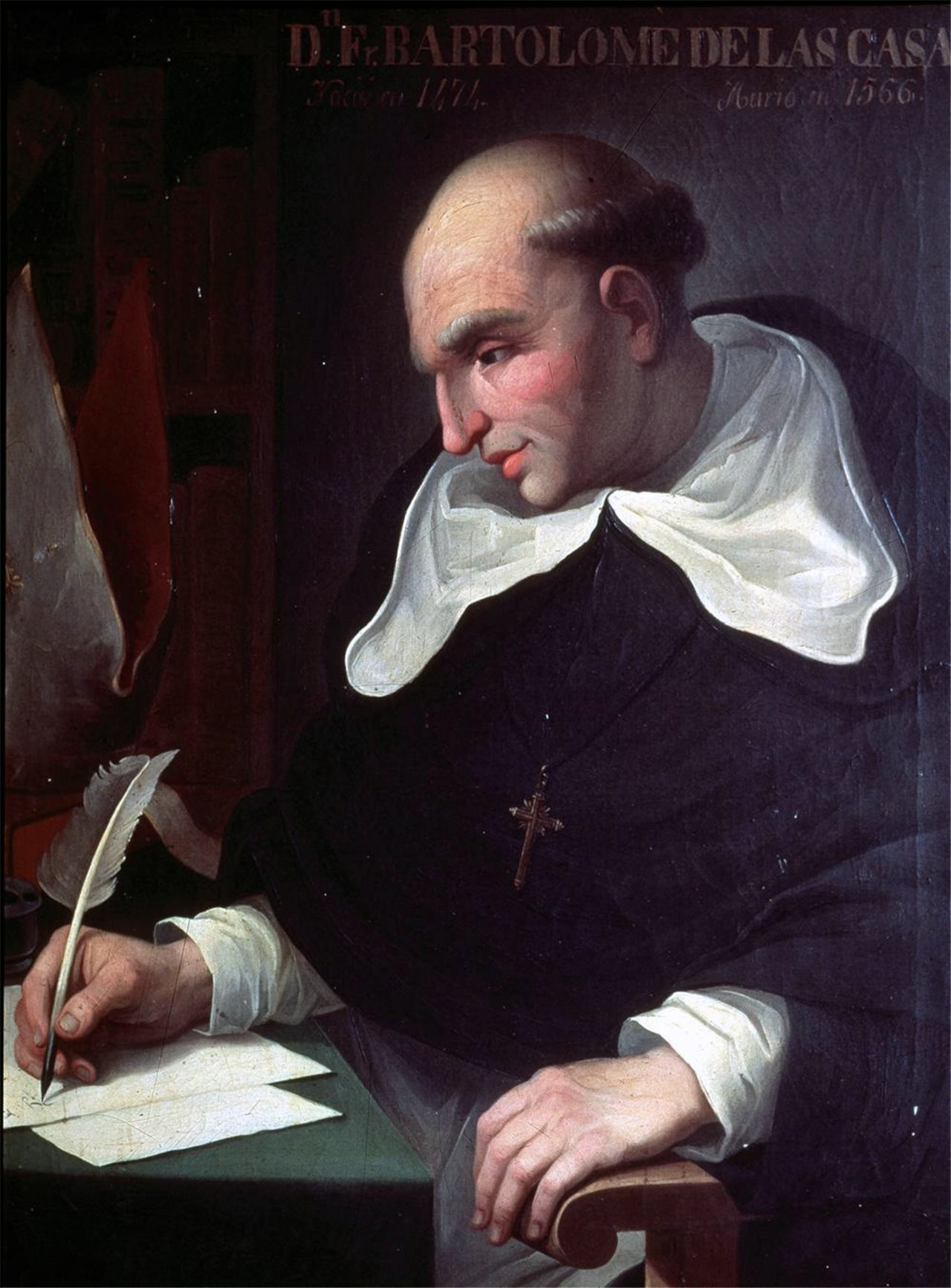
Bartolomé de las Casas

Enfront del buit legal dels primers temps de la colonització, a causa de les protestes realitzades, entre d'altres, per Bartolomé de las Casas, el 1537 es va promulgar la butlla Sublimis Deus del papa Pau III, en què es declarà la humanitat dels indígenes, fet pel qual des de la metròpoli espanyola es va establir l'eufemístic sistema de la comenda, pel qual els indígenes eren "encomanats" a treballar obligatòriament per als espanyols. Aquests tenien obligació de cristianitzar i tractar dignament els indígenes, però segons els testimoniatges de l'època, la segona d'aquestes obligacions era freqüentment incomplida sense rebre sanció.
La comanadoria va ser abolida el 1791. El 1784, és suprimit el «carimbo» que consistia a marcar els esclaus amb un ferro candent per demostrar que s'havien pagat per ell els impostos corresponents i evitar el contraban d'esclaus. Pocs anys més tard, a finals del segle xviii, la comanadoria va ser substituïda per l'esclavitud, segrestant-se persones a Àfrica subsahariana quan era necessària més mà d'obra gratuïta, en un nombre que oscil·la dels 10 als 60 milions d'éssers humans, segons els diferents autors. Considerant que els nous estats americans van proclamar la seva independència entre 1811 i 1825 i que l'esclavitud no va ser abolida en aquests territoris fins a 1855-1888 (depenent de segons quins països), la gran majoria d'aquest immens tràfic d'esclaus va donar-se sent ja independents les noves repúbliques.

## L'abolició de l'esclavitud

### Primeres lleis
Isidoro de Antillón va pronunciar el 1813 a les corts un discurs a favor de l'abolició que va enfurir molts i va ser pràcticament linxat als carrers de Cadis.

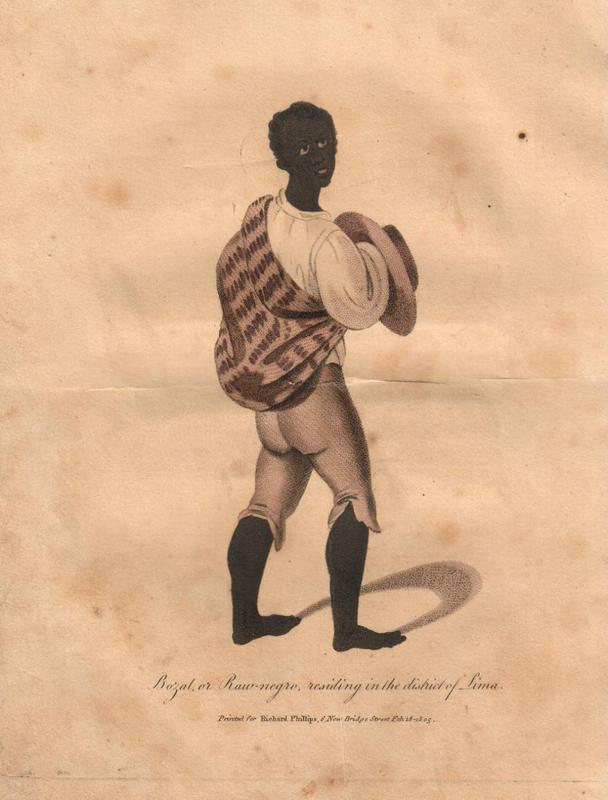
Negre bozal del Perú, 1805

Anglaterra, que tractava d'influir en les reunions internacionals, va subscriure tractats bilaterals amb Espanya el 1814, en què es prohibia el comerç d'esclaus.
L'abolició legal de l'esclavitud a l'Espanya peninsular va arribar el 1837 i excloïa els territoris d'ultramar, donada la pressió exercida per l'oligarquia de Cuba i Puerto Rico, que van amenaçar d'annexionar-se als Estats Units. A la península, l'esclavitud de fet havia acabat amb l'alliberament per part de l'ambaixador del sultà del Marroc dels esclaus musulmans de Barcelona, Sevilla i Cadis, mitjançant la seva compra, el 1766.
Pel que fa a les colònies en una fase que va des de principis del segle xix fins al 1860, només van defensar l'abolició la pressió britànica i algunes personalitats aïllades que no van tenir èxit.
La pressió anglesa va aconseguir la promulgació de la llei de 1837 d'abolició de l'esclavitud a l'Espanya metropolitana i les no respectades lleis de prohibició del tràfic negrer de 1817 i 1835 i de persecució d'aquest de 1845 i 1867. Després de la Guerra de Secessió, Estats Units es va sumar al Regne Unit a les seves pressions abolicionistes sobre Espanya.

### Abolició definitiva
El 2 d'abril de 1865, es crea la Sociedad Abolicionista Española per iniciativa de l'hisendat porto-riqueny Julio Vizcarrondo, traslladat a la península després d'haver alliberat els seus esclaus. El 10 de desembre del mateix any funda el seu periòdic El abolicionista. Va comptar amb el suport de polítics que van forjar la Revolució de 1868, “La Gloriosa”, que va destronar Isabel II.
A conseqüència d'això, el 1870, sent ministre d'ultramar Segismundo Moret, es va promulgar una llei anomenada de «libertad de vientres,» que concedia la llibertat als futurs fills de les esclaves i que va irritar els esclavistes. El 1872, el govern de Ruiz Zorrilla va elaborar un projecte de llei d'abolició de l'esclavitud a Puerto Rico.
Contra aquest projecte es va desfermar una feroç oposició. Per coordinar l'acció opositora, es van crear en diverses ciutats com Madrid, Santander, Cadis, o Barcelona Círculos Hispano Ultramarinos de ex residentes de las Antillas i es va impulsar també la constitució en diverses ciutats de la “Liga Nacional” antiabolicionista. Van instigar plantades al rei Amadeu de Savoia, conspiracions, campanyes de premsa i manifestacions als carrers, com la de l'11 de desembre a Madrid, que va tenir com a rèplica la que va organitzar en aquesta mateixa ciutat la Sociedad Abolicionista Española el 10 de gener de 1873. Aquesta crispació s'explica perquè, davant l'alliberament dels 31.000 esclaus porto-riquenys, es temia un preàmbul de l'alliberament dels gairebé 400.000 esclaus cubans.
Precisament, l'oposició a aquest projecte de llei abolicionista va ser un dels elements més visibles, en la premsa conservadora, de crítica al rei Amadeu I d'Espanya, retraient-li que no s'enfrontés, de manera dubtosament constitucional, a un Parlament dominat per una aliança en aquesta qüestió, de monàrquics-progressistes (com el mateix cap de govern Ruiz Zorrilla) i de republicans com Castelar o Pi i Margall. Segons el Diari de Barcelona, el 7 de febrer de 1873 s'haguera produït un cop militar si el rei l'hagués legitimat amb el seu suport. En lloc d'això, Amadeu va ratificar l'ordre del govern de dissoldre l'arma d'artilleria. A continuació, l'11 de febrer, va abdicar.
La llei per la qual s'abolia l'esclavitud a Puerto Rico va ser finalment aprovada el 25 de març de 1873, un mes després de l'abdicació del rei i d'haver-se votat la proclamació de la Primera República Espanyola. Això va animar l'historiador cubà José Antonio Saco a escriure i publicar Historia de la esclavitud desde los tiempos más remotos hasta nuestros días (París, 1875-1877, 4 volums). Cuba va haver d'esperar més anys que Puerto Rico, ja que la definitiva abolició no va arribar fins al decret del 17 de febrer de 1880, per part d'Alfons XII d'Espanya, complementat pel reial decret de 1886, que va alliberar els 30.000 esclaus que hi quedaven. Com a testimoniatges humans del que va suposar l'esclavitud a Cuba, romanen encara les autobiografies de dos esclaus, la de Juan Francisco Manzano, la segona part de la qual ha desaparegut, i la d'Esteban Montejo, transcrita per l'antropòleg Miguel Barnet.
Cal afegir encara que, ja fora de la competència d'Espanya però complementant tot l'anterior esdevingut, la supressió de l'esclavitud en les repúbliques americanes a la segona meitat del segle xix no va passar de ser més que un acte teòric, perquè la població d'ètnia negra no va equiparar els seus drets amb els de la resta de la població fins a dates pròximes com el són els finals del segle xx. Als EUA, per exemple, la lluita contra la segregació racial va aconseguir la intensitat més grossa a la fi de la dècada de 1960. Encara avui dia, al segle xxi, continua existint esclavitud inqüestionable en determinades àrees de països com Brasil. L'any 2003, per exemple, el llavors president Luiz Inácio Lula da Silva va fer publicar una llista amb els noms dels hisendats condemnats en les dues últimes dècades per tinença d'esclaus. El nombre d'esclaus alliberats pel govern en aquests anys va pujar a 10.731.